# Cotu (Cuca), Argeș
Cotu este un sat în comuna Cuca din județul Argeș, Muntenia, România.